# Ancilla rouillardi
Ancilla rouillardi is een slakkensoort uit de familie van de Olividae. De wetenschappelijke naam van de soort is voor het eerst geldig gepubliceerd in 1981 door Kilburn.